# Ballaison
Ballaison est une commune française située dans le département de la Haute-Savoie, en région Auvergne-Rhône-Alpes.

## Géographie

### Communes limitrophes
Les communes limitrophes sont Bons-en-Chablais, Douvaine, Loisin, Massongy et Sciez.

## Urbanisme

### Typologie
Au 1er janvier 2024, Ballaison est catégorisée commune rurale à habitat dispersé, selon la nouvelle grille communale de densité à sept niveaux définie par l'Insee en 2022.
Elle est située hors unité urbaine. Par ailleurs la commune fait partie de l'aire d'attraction de Genève - Annemasse (partie française), dont elle est une commune de la couronne,. Cette aire, qui regroupe 158 communes, est catégorisée dans les aires de 700 000 habitants ou plus (hors Paris),.

### Occupation des sols
L'occupation des sols de la commune, telle qu'elle ressort de la base de données européenne d’occupation biophysique des sols Corine Land Cover (CLC), est marquée par l'importance des territoires agricoles (55,5 % en 2018), en diminution par rapport à 1990 (58 %). La répartition détaillée en 2018 est la suivante : 
forêts (40,3 %), prairies (25,8 %), terres arables (17,8 %), zones agricoles hétérogènes (10,2 %), zones urbanisées (4,1 %), cultures permanentes (1,7 %), zones industrielles ou commerciales et réseaux de communication (0,1 %).
L'IGN met par ailleurs à disposition un outil en ligne permettant de comparer l’évolution dans le temps de l’occupation des sols de la commune (ou de territoires à des échelles différentes). Plusieurs époques sont accessibles sous forme de cartes ou photos aériennes : la carte de Cassini (XVIIIe siècle), la carte d'état-major (1820-1866) et la période actuelle (1950 à aujourd'hui).

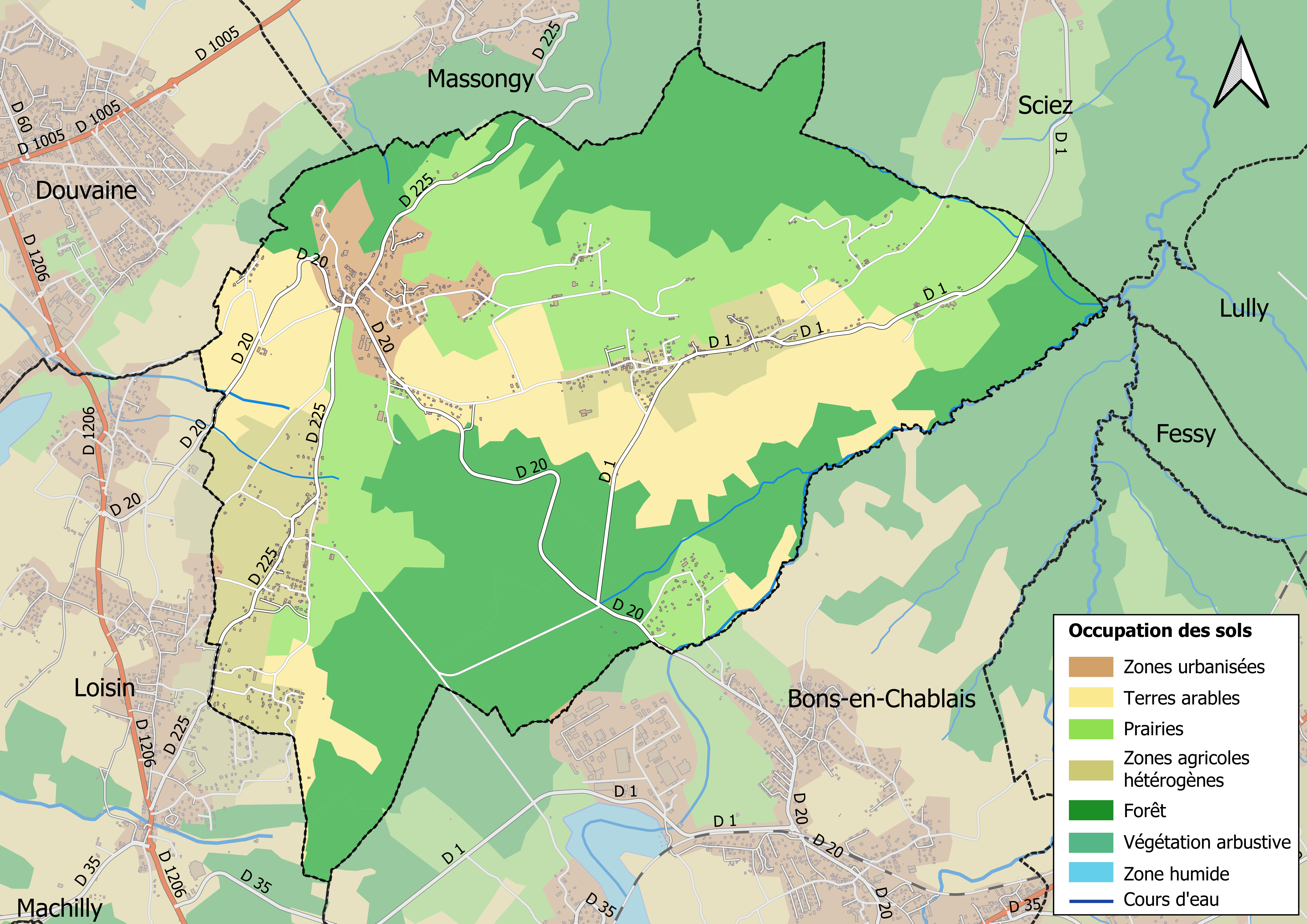
Carte des infrastructures et de l'occupation des sols en 2018 (CLC) de la commune.
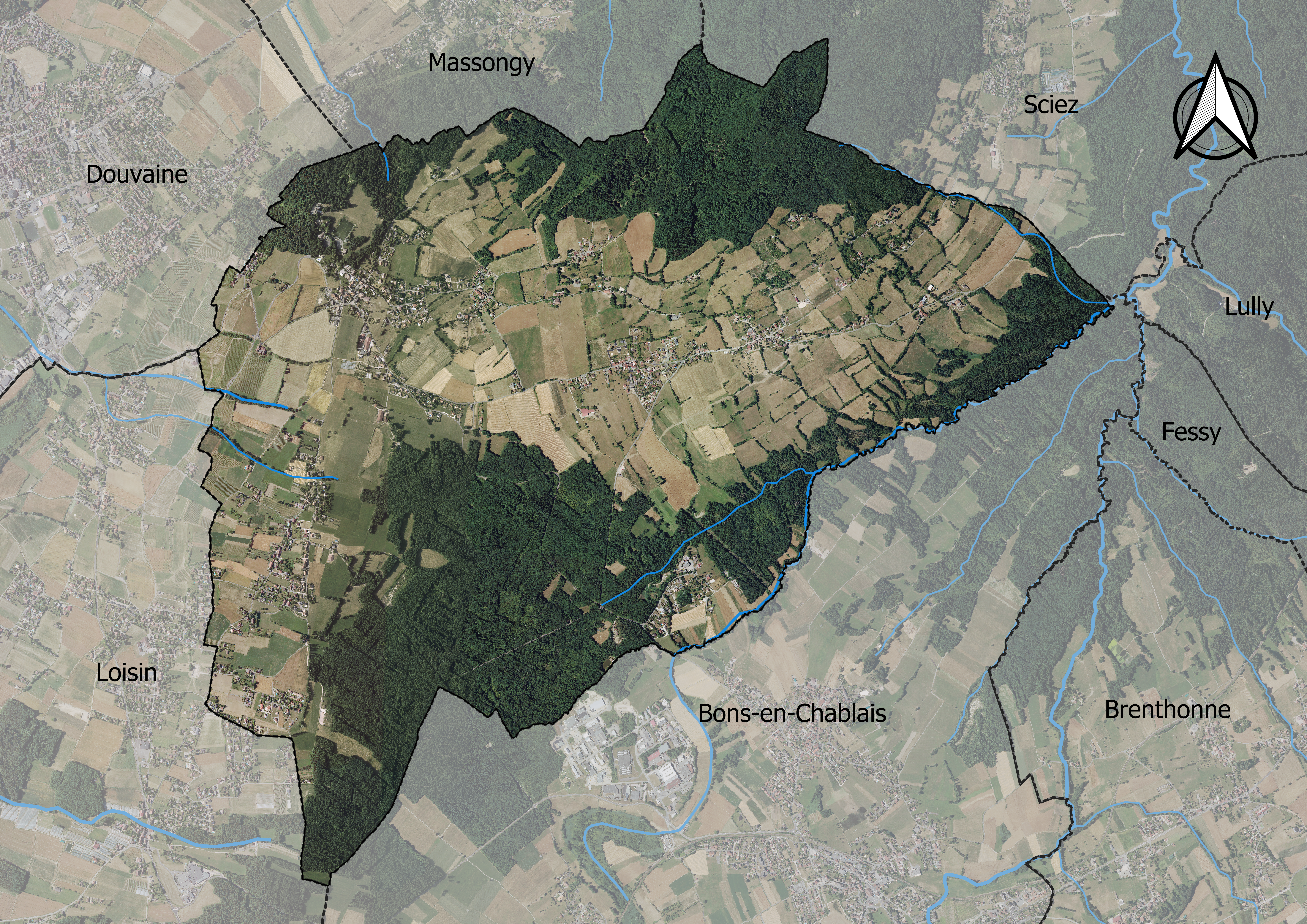
Carte orthophotogrammétrique de la commune.

## Toponymie
Ballaison, parfois Balaison, est un toponyme qui, selon Albert Dauzat, pourrait provenir d'anthroponyme d'origine latine Ballatius, associé avec un suffixe d'appartenance. Les différentes mentions donnent Ballaison, ou Balayson, Baleyso, Baleso dans le Régeste genevois, Baleyso ou Balleysone vers 1138, puis au XIIIe siècle Balaison (1234), Baleyson (1236), Baleson (1275). La paroisse est désignée par Cura de Balleyson vers 1344.
En francoprovençal, le nom de la commune s'écrit Balèzon (graphie de Conflans) ou Balêson (ORB).

## Histoire
Au Moyen Âge se dressait sur la paroisse le château de Ballaison. Il se trouve dans le comté de Genève et appartient à ses comtes. Siège d'une seigneurie puis d'une châtellenie comtale. Le comté de Savoie est acheté par les comtes de Savoie en 1401.

## Politique et administration

### Situation administrative
La commune de Ballaison, au lendemain de l'Annexion de la Savoie à la France de 1860, intègre le canton de Douvaine. Elle appartient, depuis 2015, au canton de Sciez, qui compte selon le redécoupage cantonal de 2014 25 communes.
La commune est membre, avec vingt-quatre autres, de Thonon Agglomération.
Ballaison relève de l'arrondissement de Thonon-les-Bains et de la cinquième circonscription de la Haute-Savoie, dont la députée est Anne-Cécile Violland (Horizons) depuis les élections législatives de 2022.

### Liste des maires
| Période                                  | Période                     | Identité           | Étiquette | Qualité                                                                      |
| ---------------------------------------- | --------------------------- | ------------------ | --------- | ---------------------------------------------------------------------------- |
| Les données manquantes sont à compléter. |                             |                    |           |                                                                              |
| avant 1995                               | ?                           | Roger Vulliez      |           |                                                                              |
| mars 2001                                | mars 2014                   | Joseph Perreard    |           |                                                                              |
| mars 2014                                | En cours (au 30 avril 2014) | Christophe Songeon | DVD       | Ingénieur, suppléant de la Députée Horizons Anne-Cécile Violland depuis 2022 |

## Population et société

### Démographie
Ses habitants sont appelés les Ballaisonnaises et les Ballaisonnais, mais également les Ballaisonniennes et les Ballaisonniens.
L'évolution du nombre d'habitants est connue à travers les recensements de la population effectués dans la commune depuis 1793. Pour les communes de moins de 10 000 habitants, une enquête de recensement portant sur toute la population est réalisée tous les cinq ans, les populations de référence des années intermédiaires étant quant à elles estimées par interpolation ou extrapolation. Pour la commune, le premier recensement exhaustif entrant dans le cadre du nouveau dispositif a été réalisé en 2007.

En 2022, la commune comptait 1 475 habitants, en évolution de −0,27 % par rapport à 2016 (Haute-Savoie : +6,01 %, France hors Mayotte : +2,11 %).
| 1793 | 1800 | 1806 | 1822 | 1838 | 1848 | 1858 | 1861 | 1866 |
| ---- | ---- | ---- | ---- | ---- | ---- | ---- | ---- | ---- |
| 501  | 676  | 677  | 606  | 696  | 835  | 741  | 568  | 704  |

| 1872 | 1876 | 1881 | 1886 | 1891 | 1896 | 1901 | 1906 | 1911 |
| ---- | ---- | ---- | ---- | ---- | ---- | ---- | ---- | ---- |
| 787  | 788  | 771  | 773  | 718  | 695  | 718  | 723  | 714  |

| 1921 | 1926 | 1931 | 1936 | 1946 | 1954 | 1962 | 1968 | 1975 |
| ---- | ---- | ---- | ---- | ---- | ---- | ---- | ---- | ---- |
| 614  | 576  | 533  | 507  | 510  | 516  | 498  | 486  | 548  |

| 1982 | 1990 | 1999  | 2006  | 2007  | 2012  | 2017  | 2022  | - |
| ---- | ---- | ----- | ----- | ----- | ----- | ----- | ----- | - |
| 655  | 930  | 1 092 | 1 231 | 1 250 | 1 388 | 1 470 | 1 475 | - |

### Médias

#### Radios et télévisions
La commune est couverte par des antennes locales de radios dont France Bleu Pays de Savoie, ODS Radio, Radio Chablais… Enfin, la chaîne de télévision locale TV8 Mont-Blanc diffuse des émissions sur les pays de Savoie. Régulièrement l'émission La Place du village expose la vie locale. France 3 et sa station régionale France 3 Alpes, peuvent parfois relater les faits de vie de la commune.

#### Presse et magazines
La presse écrite locale est représentée par des titres comme Le Dauphiné libéré, L'Essor savoyard, Le Messager - édition Chablais, le Courrier savoyard.

## Culture locale et patrimoine

### Lieux et monuments
- Château de Boisy[15] (XIIIe siècle) ; cette ancienne maison forte a été la propriété des familles : Pinart, Monfort, Allinges, Budé, Lullin, Monachon, Maupeou, Boigne et Turrettini.
- Château de Thénières[16] (1863) : ce château avec sa « tour du Prince », bâti sur les vestiges du château de Ballaison, fut la propriété des familles de : Boigne, Côte et Domanges.
- Église paroissiale dédiée à Saint-Étienne, située au sommet d'une butte, son organisation est marquée par une dissymétrie et un déséquilibre entre sa nef et son chœur[17].

### Personnalités
- Chanoine Jean-François Gonthier (1847-1913), prêtre, historien, président de l'Académie salésienne (1904 — 1910, réélu en 1910 mais refuse)[18].

### Héraldique
| Armes de Ballaison | Les armes de Ballaison se blasonnent ainsi : D'hermine à la bande de gueules, au chef de gueules à la croix d'argent. Les armes deviennent officielles par délibération du conseil municipal du 22 janvier 2003. Elles sont constituées des armes de la famille de Ballaison, qui sont d'hermine à une bande de gueules, associées en chef aux couleurs de la Savoie. |